# José Maria Eymael
José Maria Eymael (Porto Alegre, 2 de novembre de 1939) és un advocat i polític brasiler. Milità al Partido Democrata Cristão, però quan fou abolit durant la dictadura, el reorganitzà en 1985. Va ser també diputat federal del 1986 fins al 1994. En 1995 fundà el Partido Social Democrata Cristão. Sempre s'ha presentat a les eleccions presidencials sense ser elegit, com a les del 2014 en què fou el candidat número 27.